# Platges de Las Cámaras i Los Curas
Les Platges de Las Cámaras i Los Curas (coneguda també com de los Frailes), són unes de les vuit platges de la parròquia de Celorio, en el concejo de Llanes, Astúries.
Des d'aquestes platges es té una bona vista de la serra del Cuera i els voltants de les platges estan plens de vegetació. S'emmarca a les platges de la Costa oriental d'Astúries, també coneguda com a Costa Verda Asturiana i és considerada paisatge protegit, des del punt de vista mediambiental (per la seva vegetació). Per aquest motiu està integrada, segons informació del Ministeri d'Agricultura, Alimentació i Medi ambient, en el Paisatge Protegit de la Costa Oriental d'Astúries.

## Descripció
Ambdues platges tenen forma de petxina i es troben separades per un promontori, comptant amb unes dimensions pràcticament idèntiques. Durant la baixamar queden unificades, mentre que quan la marea puja no només se separen sinó que els seus accessos són totalment diferents.
La platja de Las Cámaras es troba en ple nucli urbà de Celorio i compta amb passeig marítim i entre els serveis que proporciona es troba equipada amb dutxes, telèfons i papereres i es realitza servei de neteja. Durant la temporada estival compta a més amb auxili i salvament.
La platja de Los Curas o de los Frailes deu el seu nom al fet que era utilitzada antigament pels religiosos que vivien en el Monestir de San Salvador de Celorio, ja que la petita cala que constitueix aquesta platja té un accés justament des de la part posterior de l'Església homònima que se situa al costat de l'esmentat monestir, per sota de les ruïnes d'una torre coneguda com a “Torre de Las Cámaras”. Una altra forma d'accedir a ella és a partir de la contigua platja de Las Cámaras.
Com ocorre a la platja de San Martín, també de Celorio, en ella existeixen petites deus d'aigua dolça, que a vegades neixen sota la sorra, la qual cosa dona lloc a unes petites “sorres movedisses” que se'ls coneix amb el nom de "gorgoritos".
Ambdues platges, igual que la propera platja de Palombina comparteixen dues roques o castros molt singulars, coneguts com “El León” (que se situa en la mateixa sorra de la platja de les Càmeres) i el “castru'l Gaiteru” (a 500 metres mar endins, visible des de qualsevol de les tres platges).